# Vectura
Vectura Consulting AB var ett teknikkonsultföretag med en verksamhet inriktad på transportinfrastruktur. Ordet vectura är latin och betyder transport. 
Vecturas affärsidé var att utveckla hållbara transportsystem och utföra tjänster inom utredning och analys, projektering, bygg- och projektledning samt drift och underhåll. Företaget hade år 2013 cirka 1 300 konsulter och fanns på ett 40-tal orter i Sverige, Norge och Danmark. 
I december 2012 gav Sveriges riksdag regeringen tillåtlighet att helt eller delvis avyttra aktierna i Vectura Consulting AB. Den 17 juni 2013 meddelade teknikkonsulten Sweco att det har tecknats avtal med svenska staten om att förvärva 100 procent av aktierna i teknikkonsulten Vectura med 1 200 anställda. Den 31 juli 2013 fullföljde Sweco sammangåendet med Vectura och förvärvade samtliga aktier i Vectura från svenska staten och från 1 januari 2014 är Vectura helt integrerat i Sweco.

## Historia
Vectura Consulting AB bildades 1 januari 2009 genom en sammanslagning av Vägverkets och Banverkets affärsenheter Vägverket Konsult och Banverket Projektering. Bolaget bildades genom en samtidig fusion och bolagsbildning med staten som 100-procentig ägare. Redan första verksamhetsåret (2009) hade bolaget en omsättning på cirka 1 miljard kronor och vid statens försäljning av bolaget hade omsättningen vuxit till över 1,3 miljarder kronor. Köpeskillingen vid Swecos förvärv av aktierna i Vectura uppgick till 927 mkr, vilket innebär att Svenska Statens investering i Vectura gav en avkastning på närmare 150 procent.

## Svenska projekt (urval)
- Rotebroleden/Stäketleden i Stockholm
- Spårväg City i Stockholm
- Citybanan i Stockholm
- Förstudie Stockholm - Järna
- Kombiterminal Nord Rosersberg
- Väg 34, Motala - Borensberg
- Trängselskatt i Stockholm
- Göteborgs Centralstation
- Malmö centralstation

## Internationella projekt (urval)
- Östfoldbanan i Norge, ERTMS
- Fehmarn Bält
- EU-projekten ROADEX III & ROADEX IV
- Kapacitetsanalyser jernbane København – Ringsted